# ميغومي أوغاتا
ميغومي أوغاتا (緒方恵美 أوغاتا ميغومي) هي ممثلة يابانية ولدت في 6 يونيو 1965 في تشيودا، طوكيو.

## دراستها
تخرجت من جامعة توكاي.

## أدوارها في التوكوساتسو
- دينكو تشوجين غريدمان - دب ماتي (صوت)

## أدوارها في الأنمي

### مسلسلات أنمي تلفزيونية
- يو يو هاكوشو - كوراما/شويتشي مينامينو
- هزيم الرعد - هيرو
- كاراكوريزوشي أياتسوري ساكون - ساكون تاتشيبانا
- كابتن ماجد J - مازن
- بليتش - تير هاريبل
- غريت تيتشر أونيزوكا - جوليا موراي
- نيون جينيسيس إيفانجيليون - شينجي إيكاري
- طوكيو ميو ميو - ماسايا آوياما
- حكايات أشباح المدرسة - أكاني من حجرة الإذاعة
- ساموراي ديبر كيو - سانادا يوكيمورا
- غوست سويبر ميكامي - والدة تاداو يوكوشيما
- جت باكرز - كلايمان
- نبضات الملاك! - أياتو ناوي
- شعلة ريكا - أكي
- ديفل سرفايفر 2 ذي أنيميشن - ياماتو هوتسوين (أيام الطفولة)
- دانغانرونبا ذي أنيميشن - ماكوتو نايغي
- دانغانرونبا 3: نهاية أكاديمية قمة الأمل - ماكوتو نايغي، ناغيتو كومايدا
- ماجيك نايت رايرث - إيميرود
- سيلور مون R - فامبير، بيتز
- سيلور مون S - هاروكا تينؤو/سيلور أورانوس
- سيلور مون سيلور ستارز - هاروكا تينؤو/سيلور أورانوس
- ميداكا بوكس أبنورمال - ميسوغي كوماغاوا
- كاراكوري كيدن هيو سنكي - أريساكا سايزو
- تشايكا أميرة التابوت - ريكاردو غافارني
- فصل الاغتيال - إيتونا هوريبي
- سلام دانك - سعد (أيام الصبا)
- ديفاين غيت - الراوية
- سول هنتر - فوغين شينجين
- كارد كابتور ساكورا - يوكيتو تسوكيشيرو
- كارد كابتور ساكورا: بطاقات كلير - يوكيتو تسوكيشيرو
- أكوداما درايف - الطبيبة
- هاناكو-كن المقيد بالمرحاض - هاناكو-كن
- شينكانسن هينكي روبو شينكاليون - شينجي إيكاري

### أوفا أنمي
- فيت/بروتوتايب - سيد رايدر

### أفلام أنمي
- يو يو هاكوشو - كوراما
- يو يو هاكوشو: روابط اللهب - كوراما
- إيفانجيليون: الموت والبعث - شينجي إيكاري
- نهاية إيفانجيليون - شينجي إيكاري
- إيفانجيليون: 1.0 أنت (لست) وحيدا - شينجي إيكاري
- إيفانجيليون: 2.0 أنت (لا) تستطيع التقدم - شينجي إيكاري
- إيفانجيليون: 3.0 أنت (لا) تستطيع الإعادة - شينجي إيكاري
- سيلور مون R - مامورو تشيبا (أيام الطفولة)
- سيلور مون S - هاروكا تينؤو/سيلور أورانوس
- سيلور مون SuperS - هاروكا تينؤو/سيلور أورانوس
- فيلم كارد كابتور ساكورا - يوكيتو تسوكيشيرو
- كارد كابتور ساكورا: البطاقة المختومة - يوكيتو تسوكيشيرو
- فيلم شينكانسن هينكي روبو شينكاليون: آلفا-إكس فائق السرعة الآتي من المستقبل - شينجي إيكاري
- فيلم جيجتسو كايسن 0 - يوتا اوكوتسو

## أدوارها في ألعاب الفيديو
- بيرسونا 3 - كين أمادا
- بيرسونا 3 فيس - كين أمادا
- بيرسونا 3 بورتبل - كين أمادا
- بيرسونا 4 أرينا ألتيماكس - كين أمادا
- بيرسونا Q شادو أوف ذا لابيرينث - كين أمادا
- بيرسونا 3 دانسينغ إن مونلايت - كين أمادا
- تيلز أوف فيسبيريا - يودر آرغيلوس هيوراسين
- دانغانرونبا: تريغر هابي هافوك - ماكوتو نايغي
- دانغانرونبا 2: غودباي ديسبير - ناغيتو كومايدا
- دانغانرونبا أناذر إيبيسود: ألترا ديسبير غيرلز - ماكوتو نايغي، الخادم
- جاي-ستارز فيكتوري فيرسيس - ميسوغي كوماغاوا
- نيون جينيسيس إيفانجيليون - شينجي إيكاري
- نيون جينيسيس إيفانجيليون: سكند إمبريشن - شينجي إيكاري
- إيفانجيليون: المقدمة - شينجي إيكاري

## أدوارها في الدبلجة اليابانية
- شازام! - بيلي باتسون

## وصلات خارجية
- ميغومي أوغاتا على موقع IMDb (الإنجليزية)
- ميغومي أوغاتا على موقع ألو سيني (الفرنسية)
- ميغومي أوغاتا على موقع ميوزك برينز (الإنجليزية)
- ميغومي أوغاتا على موقع أول موفي (الإنجليزية)
- ميغومي أوغاتا على موقع أول ميوزيك (الإنجليزية)
- ميغومي أوغاتا على موقع ديسكوغز (الإنجليزية)
- ميغومي أوغاتا على موقع قاعدة بيانات الفيلم (الإنجليزية)
- ميغومي أوغاتا على موقع كينوبويسك (الروسية)
- ميغومي أوغاتا على موقع ANN person (الإنجليزية)